# Василик Остап Дмитрович
Остап Дмитрович Василик (1 липня 1938, Сороки — 30 грудня 2004) — український науковець-економіст, доктор економічних наук (з 1990 року), професор (з 1995 року), головний редактор журналу «Фінанси України», ректор Української фінансової академії. Заслужений діяч науки і техніки України (з червня 1998 року).

## Життєпис
Народився 1 липня 1938 року в селі Сороки Тернопільського воєводства Польщі (нині Бучацька міська територіальна громада Чортківського району Тернопільської області України).
З липня 1955 року по жовтень 1958 року працював інспектором Тернопільського облфінуправління. З жовтня 1958 року по серпень 1961 року служив в Радянській армії.

Могила Остапа Василика

У 1961—1965 роках навчався в Київському інституті народного господарства за спеціальністю «Фінанси і кредит».
З жовтня 1965 по грудень 1968 року працював економістом, старшим економістом, завідувачем відділу Тернопільського міськфінвідділу. З грудня 1968 по квітень 1984 року — аспірант, викладач, доцент катедри фінансів Київського інституту народного господарства.
З квітня 1984 по грудень 1992 року — завідувач відділу у Міністерстві фінансів України. З грудня 1992 року — завідувач кафедри фінансів, грошового обігу і кредитів Київського університету імені Т. Г. Шевченка.
З листопада 1994 по листопад 1998 року — науковий консультант Президента України з питань фінансової політики в Адміністрації Президента України.
З 2003 року — ректор Української фінансової академії Міністерства фінансів України.
Помер на 67-му році життя 30 грудня 2004 року. Похований разом з дружиною на Байковому кладовищі (ділянка № 49б, 50°25′2.65″ пн. ш. 30°30′4.60″ сх. д. / 50.4174028° пн. ш. 30.5012778° сх. д.).

## Основні наукові праці
- Алєксєєв А. А., Василик О. Д., Костіна Н. І. Фінансове прогнозування: методи та моделі. — Київ: Знання, 1997.
- Алєксєєв А. А., Василик О. Д., Костіна Н. І. Фінанси: система моделей і прогнозів. — Київ: Четверта хвиля, 1998.